# Ладручей
Ладручей — ручей в России, протекает по территории Сумпосадского сельского поселения Беломорского района Республики Карелии. Длина ручья — 14 км.
Ручей берёт начало из ламбины без названия на высоте 46,1 м над уровнем моря и далее течёт преимущественно в северном по заболоченной местности.
Ручей в общей сложности имеет девять малых притоков суммарной длиной 23 км.
Устье реки находится на Поморском берегу Онежской губы Белого моря.
В нижнем течении Ладручей пересекает дорогу местного значения 86К-20 («Беломорск — Сумпосад — Вирандозеро — Нюхча»), а также параллельно ей идущую железную дорогу Беломорск — Обозерская.
Населённые пункты на ручье отсутствуют.
Код объекта в государственном водном реестре — 02020001412202000007058.

## Фотографии
|  |  |